# Ultimul țărm (film din 2000)
Ultimul țărm (în engleză On the Beach) este un film SF american din 2000 regizat de Russell Mulcahy. Este o refacere a filmului nominaliza la Oscar Ultimul țărm din 1959 și se bazează pe romanul omonim scris de Nevil Shute. În rolurile principale joacă actorii Armand Assante, Bryan Brown, Rachel Ward, Mark Pennell și Grant Bowler. A avut 2 nominalizări la Globul de Aur.

## Prezentare
Ultimul țărm actualizează cadrul filmului: acesta are loc în viitor (față de data producției) în anul 2006, pe submarinul fictiv clasa Los Angeles- USS Charleston (SSN-704) (Nu a existat în realitate un submarin cu numele USS Charleston, iar SSN-704 este USS Baltimore). Submarinul are motor magnetohidrodinamic, iar codul Morse recepționat în roman și în filmul din 1959 a fost înlocuit cu o transmisie de date a unui laptop dotat cu baterie solară din Anchorage, Alaska. Războiul nuclear este descris ca fiind un conflict dintre SUA și China, după ce ultima a invadat Taiwanul.
Comportamentul uman descris în acest film este mai întunecat și mai pesimist față de ecranizarea originală din 1959 în care ordinea socială nu se prăbușește și bunele maniere rămân. De asemenea, în acest film apar și cadavre umane. Finalul diferă atât față de roman cât și de primul film: comandantul Towers (Assante) alege să moară alături de Moira (Ward), în loc să meargă cu submarinul dincolo de apele teritoriale australiene (ca în romanul original) sau să încerce să revină cu echipajul său în Statele Unite ale Americii (ca în filmul din 1959).

## Actori
- Armand Assante este Cmdr. Dwight Towers
- Rachel Ward este Moira Davidson
- Bryan Brown este Dr. Julian Osborne
- Jacqueline McKenzie este Mary Davidson Holmes
- Grant Bowler este Lt. Peter Holmes
- Allison Webber este Jenny Holmes
- Tieghan Webber este Jenny Holmes
- Steve Bastoni este First Officer Neil Hirsch
- David Ross Paterson este Chief Wawrzeniak (ca David Paterson)
- Kevin Copeland este Sonarman Bobby Swain
- Todd MacDonald este Radioman Giles
- Joe Petruzzi este Lt. Tony Garcia
- Craig Beamer este Crewman Reid
- Jonathan Oldham este Crewman Parsons
- Trent Huen este Crewman Samuel Huynh